# Yelizaveta Vasílievna Salias de Tournemir
Yelizaveta Vasílievna Sujovó-Kobýlina, de casada condesa Yelizaveta Vasílievna Salias (adaptación de Salhias o Sailhas) de Tournemir, en ruso original Елизавета Васильевна Салиас-де-Турнемир, que usó el seudónimo de Eugenia Tur o Евгения Тур (Moscú, 1815 - Varsovia, 1892), fue una escritora rusa, hermana del dramaturgo Alexandr Vasílievich Sújovo-Kobylin y madre del también escritor ruso Yevgueni Salias de Tournemir

## Biografía
Era hija del general Vasili A. Sujovó-Kobylin y María Shepeleva y creció en una familia moscovita noble, rica y culta. Se educó con los mejores profesores de la Universidad de Moscú, siendo discípula de Semión Raitch, Mijaíl Pogodin y Nikolái Nadezhdin. A su salón acudían poetas, escriutores y redactores de las revistas literarias más conocidas de su época. En su primer viaje a París conoció al conde francés Henri de Tournemire Adoue de Sailhas (1811-1894), con el que se casó y que le dio el apellido porque es conocida. A fines de los años 40 regresó a Rusia y se instaló como antes en Moscú, pero fue abandonada por su marido (que tuvo que huir de Rusia tras batirse en duelo y ser acosado por los acreedores). Al tener que mantener a los tres hijos que había tenido con él decidió trabajar como escritora y publicó en 1849 su novela El error. Su éxito la animó a seguir esta carrera, colaborando además en El Noticiero Ruso y La Abeja del Norte, entre otras publicaciones. Se casó con el general Iósif Gurko, conocido por sus actividades como represor, perseguidor y ejecutor de revolucionarios, y la visitó frecuentemente.
Publicó además las novelas La sobrina (1851), Tres épocas de una vida (1854), La ancianita, Al límite, La familia de los Shalonski, Dos hermanas, Círculo mágico, El hogar, El alma ajena, Primero de abril, El deber etcétera, a pesar de las fuertes críticas que recibió de Iván Turgeniev y de Chernyshevski, entre otros. A estos autores les molestaba el estrecho marco de pequeñas intrigas amorosas en que siempre se desenvolvía, y al último especialmente que apenas rozasen la temática social.
Durante diez años, entre 1861 y 1871, residió en París y estableció estrechos contactos con la emigración polaca. Allí se interesó por Polonia, el catolicismo y la historia de la religión, materias que desde entonces influyeron en sus escritos, tanto en los dirigidos a adultos como en los que publicaba para lectores juveniles. Entre los primeros están Historia sagrada del Antiguo Testamento (1888) y Vida y otra de Innokenti, metropolita de Moscú (1884), y entre los segundos Los últimos días de Pompeya (1883), Las catacumbas y Los mártires del Coliseo, que tratan el tema de los inicios del cristianismo en Roma. La princesa Dubróvina y Los hijos del rey Luis XVI son novelas históricas como las que cultivará su hijo. Tema español y también histórico tiene La lucha de los españoles contra los moros y la conquista de Granada, Corazón de cristal etc., que contribuyeron a su fama.
Además escribió artículos y ensayos sobre Madame Récamier, George Sand y otros autores rusos y extranjeros. Fue enterrada en la cartuja de San Ticonio, cerca de la ciudad de Kaluga. Su obra completa ocupa cuatro volúmenes.